# Антигуо-Морелос
Антигуо-Морелос (исп. Antiguo Morelos) — малый город в Мексике, штат Тамаулипас, входит в состав одноимённого муниципалитета и является его административным центром. Численность населения, по данным переписи 2010 года, составила 3104 человека.

## Общие сведения
Поселение было основано 6 мая 1821 года под именем Бальтазар. 27 сентября 1828 года оно получило статус вилья и переименовано в Морелос, в честь национального героя Мексики — Хосе Мария Морелоса.
В 1860 году, при основании поселения Нуэво-Морелос, к названию этого поселения было добавлено Antiguo (древний, старый).